# Niterói
Niterói je grad u Brazilu, u državi Rio de Janeiro.

## Povijest
Službeno, grad je osnovan 22. studenog 1573. godine, od tadašnjeg Tupí Indijanca Araribóije koji je krštenjem dobio ime Martim Affonso de Souza. Poslije rata s Francuzima je mjesto dobilo ime São Lourenço dos Índios. Niterói je jedini brazilski grad, koji je osnovao jedan Indijo. 
Godine 1819. ime je promijenjeno u Vila Real da Praia Grande (Kraljevski grad duge obale). Konačno ime Niterói je dobio 1835. što na Tupi indijanskom jeziku znači "skrivena voda".
Danas Niteroi je jedan od gradova s najboljom kvalitetom života u Brazilu. Simbol grada je Muzej suvremene umjetnosti (Museu de Arte Contemporânea), koji je dizajnirao arhitekt Oscar Niemeyer.

## Zemljopis
Grad se nalazi samo 5 km udaljen od Rio de Janeira, a povezan je mostom i trajektom s njime.

## Galerija slika
- Pogled prema Niteróiu
- Muzej suvremene umjetnosti

## Poznate osobe
- Raica Oliveira, manekenka i fotomodel